# Dușan Baiski

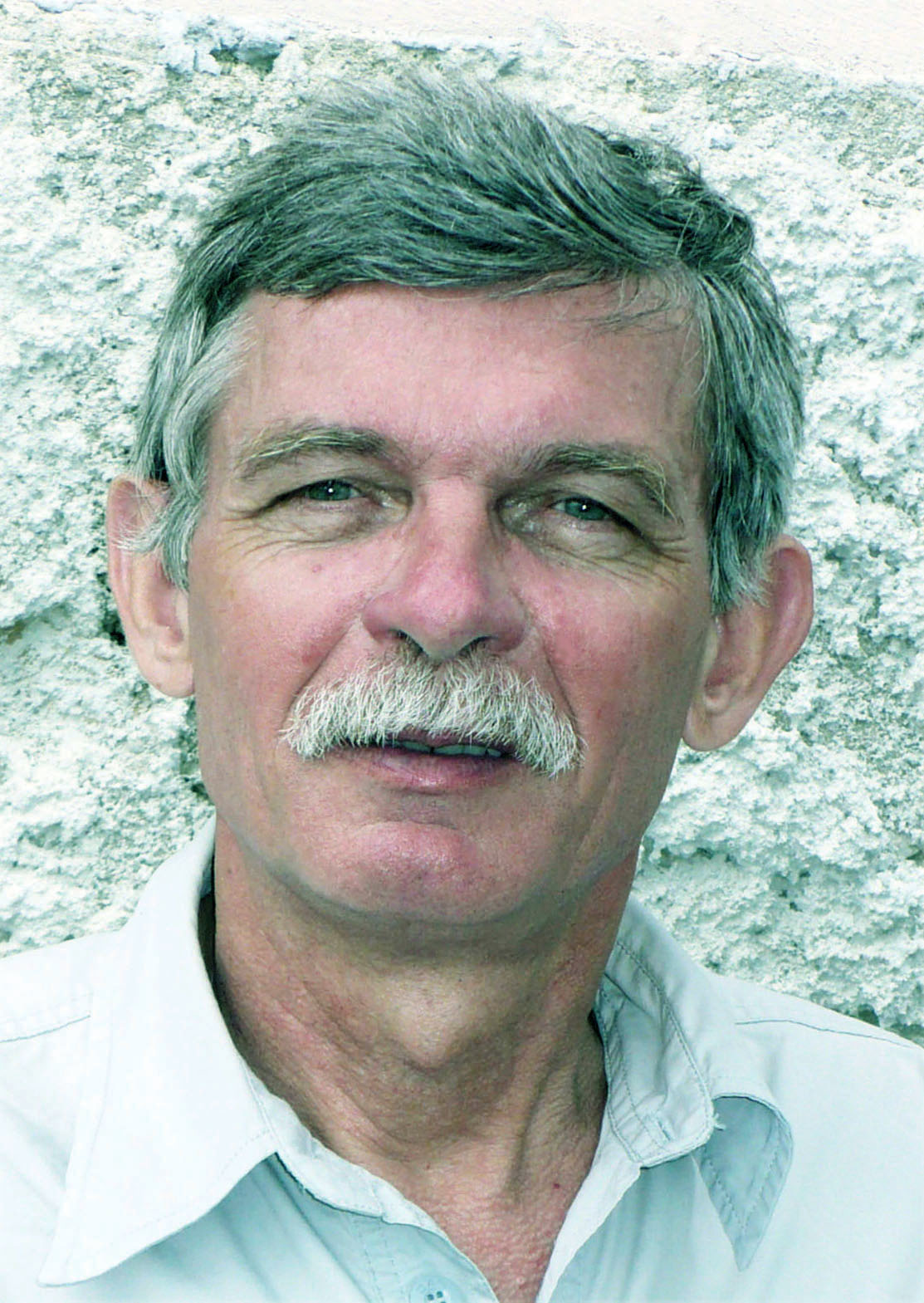
[https://commons.wikimedia.org/wiki/File:Du%C8%99an_Baiski.jpg

Dușan Baiski sau Baiszki (n.11 martie 1955, în Sânnicolau Mare, județul Timiș) este un scriitor și publicist român de origine sârbă. Din 1990 este membru al Uniunii Scriitorilor din România. Iar din 2019 este membru al Uniunii Ziariștilor Profesioniști din România. Arhivat în 27 ianuarie 2021, la Wayback Machine..

## Debuturi
Debutul publicistic l-a avut în revista Forum studențesc din Timișoara, cu povestirea science fiction "Meșterul Manole". Pe plan editorial a debutat în 1984 cu lucrarea "Averse izolate".

## Colaborări la publicații
A colaborat la diverse publicații din România: Forum studențesc, Orizont, Paradox, Helion, Književni Život, Radio Timișoara, Radio București, Știință și tehnică, Renașterea bănățeană, Realitatea bănățeană, Banatske novine, Orientări (Galați), Ca și cum (Arad).
În străinătate a colaborat la publicațiile Naša reč, Tribuna tineretului, Književna reč, Stremljenja din Iugoslavia și Observator din Germania.

## Cărți de autor
- Averse izolate, Editura "Facla" din Timișoara - 1984 (proză scurtă);
- Radiografia unui caz banal, Editura "Facla" din Timișoara - 1988 (proză scurtă);
- Ljubav među senkama ("Dragoste între umbre"), Editura Kriterion, București, 1990 (poezie în limba sârbă);
- Luna și tramvaiul 5, Editura "Marineasa" - 1994 (proză scurtă);
- Piața cu paiațe, Editura "Marineasa"- 1994 (teatru);
- Război pe Internet Arhivat în 3 februarie 2021, la Wayback Machine. - Editura „Waldpress“ din Timișoara - 2004.
- Păsări pătrate pe cerul de apus - Editura Marineasa, Timișoara - 2006 (proză scurtă);
- Свађа с мастилом / Cearta cu cerneala - Editura Uniunii Sârbilor din România, Timișoara - 2007 (poezie în limba sârbă);
- Cenad, pur și simplu Arhivat în 3 februarie 2021, la Wayback Machine. - Editura Marineasa, 2009 (studii monografice);
- Cenad – Studii monografice Arhivat în 4 februarie 2021, la Wayback Machine. - Editura Artpress Timișoara, 2012 (2015, ed. a II-a, revăzută și adăugită);
- Lugoj – Studii monografice Arhivat în 2 februarie 2021, la Wayback Machine. - Editura Artpress Timișoara, 2015;
- „Cenăzeanul” – 25 de ani - Editura Artpress Timișoara, 2017 (monografie);
- Război în Banat Arhivat în 2 februarie 2021, la Wayback Machine. - Editura Artpress Timișoara, 2017 (studii monografice);
- Cenad – Documente de arhivă Arhivat în 7 februarie 2021, la Wayback Machine. - Editura Artpress Timișoara, 2019 (documente);
- Cenăzeni de ieri și de azi Arhivat în 2 februarie 2021, la Wayback Machine. - Editura Artpress Timișoara, 2020;
- Populația Cenadului,Editura Artpress Timișoara, 2020.

## Traduceri
- Migrațiile, roman de Miloš Crnjanski, Editura de Vest din Timișoara - 1991 (traducere din limba sârbă, în colaborare);
- Mătase și vin fiert de Chang Shiang Hua, Editura "Paradox" din Timișoara - 1994 (poezie, traducere din limba sârbă);
- Cuțitul de Vuk Drašković, Editura"Helicon" din Timișoara - 1995 (roman, traducere din limba sârbă).
- Cartea iubirii de Dragan Dragojlović, Editura "Hestia", Timișoara,1996 (poezie, traducere din limba sârbă).
- Antologie de poezie chineză contemporană de Zhang Xianghua  și Radosav Pušić, "Editura de Vest", Timișoara, 1996 (poezie, traducere din limba sârbă).
- Lacrima – Orient și Occident de Chang Shiang Hua, Editura „Anthropos" din Timișoara - 2000 (eseuri și poeme, traducere din limba sârbă).
- Turism în Muntenegru - culegere de texte de pe site-ul muntenegrean www.visit-montenegro.com - Editura „Anthropos" din Timișoara - 2004 (traducere din limba sârbă).
- Consulul rus de Vuk Drašković, Editura Uniunii Sârbilor din România, Timișoara - 2005 (roman, traducere din limba sârbă).
- Invocarea lui Dumnezeu de Dragan Dragojlović, Editura Uniunii Sârbilor din România, Timișoara - 2011 (poezie, traducere din limba sârbă, în colaborare).
- Basme de Grozdana Olujić, Editura Uniunii Sârbilor din România, Timișoara - 2021 (traducere din limba sârbă).

## Colaborări la volumele colective
- Anatomia unei secunde – Antologie de proză SF, Editura Facla, Timișoara (1990);
- Timișoara, 16-22 decembrie 1989, Editura Facla, Timișoara, (1990);
- Naša poezija u dijaspori – Savremena poezija Srba i Hrvata u Mađarskoj, Rumuniji i Austriji,  Međunarodna knizevna manifestacija „Sarajevski dani poezije“ – Poezia noastră în diaspora – Poezia contemporană a sârbilor și croaților din Ungaria, România și Austria. Manifestarea literară internațională „Zilele poeziei la Sarajevo“, Sarajevo (1991);
- ZONA – prozatori și poeți timișoreni din anii ‘80 și ‘90, Editura Marineasa, Timișoara (1997);
- Porumbelul de argilă – Poeți sîrbi din România, Editura Persona, București (1998);
- U plavom krugu zvezda – În cercul albastru, o stea, OP, Beograd (1998);
- Generația ‘80 în proza scurtă, Editura Paralela 45, Pitești (1998);
- Kosovo, srpska sveta zemlja – Kosovo, pământ sfânt al sârbilor, Editura Uniunii Sârbilor din România, Timișoara  (1999);
- Anuarul Asociației Culturale Concordia Cenad (2004, 2006, 2007, 2008, 2012-2013, 2014-2015);
- Fourth International anthology on Paradoxism – A patra antologie despre paradoxism, Editura Almarom, Râmnicu-Vâlcea (2004);
- Orfeu îndrăgostit – Antologie a poeziei sârbe de dragoste, Editura Uniunii Sârbilor din România, Timișoara (2006); Зборник српске књижевности/Zbornik srpske književnosti – Culegere de texte din literatura sârbă, Editura Uniunii Sârbilor din România, Timișoara (2006);
- The Continent of Romania – Continentul din România – The Romanian Cultural Institute – culture & civilization, București (2006);
- Proza.ro – antologie – Editura Paralela 45, Pitești (2006);
- Atentat împotriva revoluției române, Asociația Memorialul Revoluției 16-22 Decembrie 1989, Timișoara (2010);
- Antologia prozei scurte actuale transilvane – Editura Limes, Cluj-Napoca (2010);
- Pagini despre Banat, Editura Marineasa, Timișoara (2011);
- Чувари vертограда – Антологија српске поезије југоисточне Европе/Păzitorii odihnei (antologie) – Editura Uniunii Sârbilor din România, Timișoara (2012/2013);
- Filosofia Sfântului Gerard de Cenad în context cultural și biografic – JatePress – Szeged, 2013;
- Administrație românească arădeană – Studii și comunicări din Banat-Crișana – Editura Vasile Goldiș – University Press, Arad, 2013,
- Restituiri bănățene (II), Editura Eurostampa Timișoara (2014);
- Antologia Helion 1981-1988 (Vol I), Editura Eurostampa, Timișoara (2015);
- Oameni, evenimente, tradiții din Banatul de câmpie, Editura Artpress Timișoara (2015);
- Oameni, evenimente, tradiții din Banatul de câmpie, Editura Artpress Timișoara (2016);
- Restituiri bănățene (IV), Editura Eurostampa Timișoara, 2016;
- Oameni, evenimente, tradiții din Banatul de câmpie, Editura Artpress Timișoara (2017);
- Oameni, evenimente, tradiții din Banatul de câmpie, Editura Artpress Timișoara (2018);
- In honorem magistri Simion Dănilă, Editura David Press Print, 2018;
- „Centenarul Banatului 1919-2019”, Editura Academiei Române – Editura David Press Print, Timișoara, 2019;
- Publiciștii satelor bănățene – Editura Eurostampa, Timișoara, 2019;
- Proză – 1969-2019, Editura Universității de Vest, Timișoara, 2019;
- Biserica și școala, izvoare ale culturii naționale – Editura Academiei Române, Colecția Studii și cercetări umaniste, seria Istorie și studii culturale, 2020;
- Lirica româno-sârbă – Румунско-српска лирика, Colecția Biblioteca de literatură contemporană LICON, Editura Libertatea, Panciova, 2020.
- Studii și cercetări istorice bănățene, serie nouă, IV-VI, 2018-2020, Editura Eurostampa, Timișoara, 2021.